# Смілівка (Саратовська область)
Смілівка (рос. Смеловка) — село у Енгельському районі Саратовської області Російської Федерації.
Населення становить 239 осіб. Належить до муніципального утворення Терновське муніципальне утворення.

## Історія
Населений пункт розташований у межах українського історичного та культурного регіону Жовтий Клин.
До 1941 року належав до АРСР Німців Поволжя. Орган місцевого самоврядування від 2004 року — Терновське муніципальне утворення.
12 квітня 1961 року поблизу села приземлився перший в історії космонавт Юрій Олексійович Гагарін.

## Населення
| 2010 |
| ---- |
| 239  |